# 吉氏糙銀漢魚
吉氏糙銀漢魚，為輻鰭魚綱銀漢魚目擬銀漢魚科的其中一種，分布於中東太平洋薩爾瓦多至哥倫比亞海域，為熱帶魚類，本魚細長且扁，吻部端位，能伸縮，體側及腹部銀色，背部橄欖綠，體長可達20公分，棲息在底中層水域，成小群活動，生活習性不明。